# The Case Files of Jeweler Richard
Housekishou Richard-shi no Nazo Kantei (яп. 宝石商リチャード氏の謎鑑定 Хосэкисё Ритя:до-си но Назо Кантэй, Дела Ювелира Ричарда) — японская серия ранобэ, написанная Нанако Цудзимурой и проиллюстрированная Утако Юкихиро. Аниме-сериал транслировался с 9 января 2020 года.

## Персонажи
Ричард Ранасинха Двурупиан (яп. リチャード・ラナシンハ・ドヴルピアン Ритя:до Ранасинха Довурупиан)
Сэйю: Такахиро Сакураи
Сэйги Наката (яп. 中田正義 Наката Сэйги)
Сэйю: Юма Утида

## Медия

### Ранобэ
Shueisha выпустила 8 томов с 2015 года в своём журнале «Shueisha Orange Bunko».

### Манга
Адаптация манги с иллюстрациями Мики Акацуки будет издаваться в журнале Monthly Comic Zero Sum от издательства Ichijinsha с 28 ноября 2019 г.

### Аниме
Аниме-сериал был анонсирован 7 августа 2019 года. Сериал создан на студии Shuka под руководством режиссёра Таро Ивасаки, по сценарию Марико Кунисавы, дизайнер персонажей художника Нацуко Кондо. Всё музыкальное сопровождение написала Нобуко Тода. Премьера сериала состоялась 9 января 2020 года.

## Примечание
1. 1 2  The case files of Jeweler Richard TV Anime's Teaser Video Unveils Cast, Staff. Anime News Network (8 октября 2019). Дата обращения: 8 октября 2019. Архивировано 8 октября 2019 года.

В базах данных
- Аниме «Housekishou Richard-shi no Nazo Kantei» (англ.) в энциклопедии сайта Anime News Network
- Аниме «Housekishou Richard-shi no Nazo Kantei» (англ.) в базе данных AniDB